# ANTELSAT
ANTELSat — первый уругвайский искусственный спутник Земли. Аппарат был запущен 19 июня 2014 года из пусковой платформы Ясный с помощью ракеты-носителя Днепр и служит для наблюдения Земли и использовался в радиолюбительских целях. Основная задача аппарата — поднять престиж страны в мире, стимулировать науку и образование и проверить разработанные технологии.

## История
Проект AntelSat появился в 2007 году. Его основными целями были развитие навыков радио и аэрокосмической инженерии в стране. По заказу ведущей телекомуникационной компании Уругвая ANTEL был произведён на инженерном факультете Республиканского университета. Перед выпуском был проверен и сертифицирован Политехническим университетом Калифорнии.
В 2014 году был запущен аппарат в качестве полезной нагрузки с 36 другими аппаратами. Этот пуск в то время был рекордным по количеству запущенных аппаратов. Вместе с Tigrisat был запущен первый бельгийский спутник — QB50P1 и первый спутник Ирака — Tigrisat. После старта спутник отделился от итальянского аппарата UniSat 6 и вышел на расчётную солнечно-синхронную орбиту.
Первую передачу осуществил 21 июня 2014 года.
18 апреля 2015 года перестал выходить на связь, а 16 июля проект был завершён.

## Конструкция
Спутник представляет собой типичный наноспутник на платформе CubeSat 2U, массой 2 кг. Электропитание осуществляется с помощью солнечных батарей, расположенными вдоль корпуса. Ориентация на Землю осуществляется по магнитному полю с помощью электромагнитов.
В качестве полезной нагрузки внутри аппарата расположена две цифровых ПЗС-камеры, работающие в оптическом и ближнем инфракрасном спектре. Они проводили съёмку Земли в агропромышленных целях и отслеживания погоды. Также были установлены два небольших ретранслятора для радиолюбителей. Они работали в S-диапазоне на частоте 2,4 ГГц. Позывной CX1SAT.